# Трнополе
Трнополе (серб. Трнопоље) —  населённый пункт (посёлок) в общине Приедор, который принадлежит энтитету Республике Сербской, Босния и Герцеговина.

## География
Расположен в 9 км к юго-востоку от города Приедор и в 35 км к северо-западу от Баня-Луки, на железной дороги между этими городами. Железнодорожная станция, одноимённая городу Козарац, расположенному к северо-востоку.

## Население
Численность населения посёлка Трнополе по переписи 2013 года составила 3 055 человек.
Этнический состав населения населённого пункта по данным переписи 1991 года:
- боснийские мусульмане — 2.667 (72,02 %),
- сербы — 576 (15,55 %),
- хорваты — 43 (1,16 %),
- югославы — 48 (1,29 %),
- прочие — 369 (9,96 %).

Всего: 3.703 чел.